# Afrotruljalia
Afrotruljalia is een geslacht van rechtvleugeligen uit de familie krekels (Gryllidae). De wetenschappelijke naam van dit geslacht is voor het eerst geldig gepubliceerd in 2005 door Gorochov.

## Soorten
Het geslacht Afrotruljalia omvat de volgende soorten:
- Afrotruljalia corticea Chopard, 1934
- Afrotruljalia ethiopica Gorochov, 1990
- Afrotruljalia grisea Chopard, 1932
- Afrotruljalia kevani Gorochov, 2005
- Afrotruljalia magnifica Gorochov, 2005
- Afrotruljalia pulla Gorochov, 2005
- Afrotruljalia sordidula Gorochov, 2005
- Afrotruljalia tshetyrkinae Gorochov, 1988
- Afrotruljalia uvarovi Gorochov, 2005